# Фігерес–Вілафант (станція)
Фігерас-Вілафант (кат. Figueres-Vilafant) — це сучасна залізнична станція, розташована в передмісті Фігераса Вілавант у Каталоніі, Іспанія. Вона є важливим транспортним вузлом, обслуговуючи високошвидкісні потяги, що сполучають Іспанію із Францією.

## Історія
Відкриття та будівництво:
Станцію відкрили 19 грудня 2010 року у рамках проєкту з розширення високошвидкісної залізничної лінії між Іспанією та Францією. Її створення стало частиною міжнародного маршруту Мадрид–Барселона–Фігерас–Париж, який інтегрував іспанську систему AVE (Alta Velocidad Española) з французькою мережею TGV.
Вибір місця розташування:
Станцію побудували не в самому центрі Фігераса, а в сусідньому Вілаванті, щоб зберегти історичну забудову міста. Це дозволило створити сучасний транспортний вузол із достатнім простором для необхідної інфраструктури.
Роль у розвитку регіону:
Станція значно покращила транспортне сполучення між Каталонією, рештою Іспанії та Європою. Вона стала важливим пунктом для туристів, які відвідують музей Сальвадора Далі у Фігерасі, а також для тих, хто прямує до курортів Коста-Брави.

## Технічні характеристики
Призначення:
Станція обслуговує високошвидкісні потяги AVE, TGV та AVLO, а також міжнародні маршрути.
Маршрути:
Внутрішні: Мадрид, Барселона, Сарагоса.
Міжнародні: Перпіньян, Монпельє, Ліон, Париж.
Інфраструктура:
Дві платформи для високошвидкісних потягів. Сучасна будівля вокзалу із зонами очікування, сервісними пунктами та зручностями для пасажирів. Паркінг і автобусні маршрути, що сполучають станцію з Фігерасом та околицями.

## Значення
Туризм: Станція відіграє ключову роль у залученні туристів до театру-музею Сальвадора Далі, головної пам’ятки Фігераса.
Економіка: Покращення транспортного сполучення сприяло економічному розвитку регіону.
Європейська інтеграція: Фігерас-Вілавант стала важливою ланкою у створенні єдиної європейської транспортної мережі.